# Alfred Woltmann
Alfred Woltmann (* 18. Mai 1841 in Charlottenburg; † 6. Februar 1880 in Menton) war ein deutscher Kunsthistoriker.

## Leben
Während seiner Schulzeit auf dem Französischen Gymnasium Berlin, wo er seine Mitschüler durch seine außerordentliche Begabung überragte, verfasste er auf Bitten von Gustav Friedrich Waagen (1794–1868) den ersten gedruckten Katalog der Gemäldegalerie im Alten Museum. Nach dem Abitur studierte Woltmann in Berlin und München, promovierte 1863 an der Universität Breslau und lebte dann wieder in Berlin. 1867–1868 wirkte er als Privatdozent an der Berliner Universität, ging dann als ordentlicher Professor der Kunstgeschichte an das Polytechnikum in Karlsruhe, 1874 an die Universität Prag und 1878 nach Straßburg. Nach mehreren Reisen, auf denen er vergeblich eine Linderung seines Lungenleidens suchte, verstarb er in Menton/Côte d’Azur.
In jungen Jahren bekannt wurde Woltmann durch sein Werk Holbein und seine Zeit und seine Baugeschichte Berlins. Gemeinsam mit dem Leiter der Berliner Gemäldegalerie, Gustav Friedrich Waagen, gab Alfred Woltmann die Kleinen Schriften heraus.

## Werke
- Holbein und seine Zeit. E. A. Seemann, Leipzig 1866.
- Die Baugeschichte Berlins bis auf die Gegenwart. 1872.
- Mit Gustav Friedrich Waagen: Kleine Schriften. Mit einer biographischen Skizze und dem Bildnis des Verfassers. Ebner & Seubert, Stuttgart 1875.
- Geschichte der deutschen Kunst im Elsass. Mit 74 Illustrationen in Holzschnitt. E. A. Seemann, Leipzig 1876.